# Sielsowiet Pakalubiczy
Sielsowiet Pakalubiczy (biał. Пакалюбіцкі сельсавет, ros. Поколюбичский сельсовет) – sielsowiet na Białorusi, w obwodzie homelskim, w rejonie homelskim, z siedzibą w Pakalubiczach.

## Demografia
Według spisu z 2009 sielsowiet Pakalubiczy zamieszkiwało 5617 osób, w tym 5272 Białorusinów (93,86%), 245 Rosjan (4,36%), 52 Ukraińców (0,93%), 22 Ormian (0,39%), 2 Polaków (0,04%), 13 osób innych narodowości i 11 osób, które nie podały żadnej narodowości.

## Geografia i transport
Sielsowiet położony jest w centralno-wschodniej części rejonu homelskiego. Od południa graniczy z Homlem. Przebiegają przez niego wschodnia obwodnica kolejowa Homla oraz drogi republikańskie R30 i R129. Na terenie sielsowietu położony jest port lotniczy Homel.

## Miejscowości
- agromiasteczko:
  - Pakalubiczy
- wsie:
  - Łapacina
  - Plosy
- osiedla:
  - Carkouje
  - Hrywa
  - Jantarny
  - Kalinina
  - Krasny Majak
  - Masciszcza
  - Prudok
  - Rżawiec
  - Swietłaja Zara
  - Wostrau
  - Zaliniejny